# Jazovac
Jazovac är ett samhälle i Bosnien och Hercegovina.   Det ligger i entiteten Republika Srpska, i den nordvästra delen av landet, 160 km nordväst om huvudstaden Sarajevo. Jazovac ligger 126 meter över havet och antalet invånare är 137.
Terrängen runt Jazovac är platt åt nordost, men åt sydväst är den kuperad.Närmaste större samhälle är Bosanska Gradiška, 14,5 km norr om Jazovac. 
Omgivningarna runt Jazovac är en mosaik av jordbruksmark och naturlig växtlighet. Runt Jazovac är det ganska tätbefolkat, med 67 invånare per kvadratkilometer.